# Drapelul Gabonului

Steagul Gabonului (Raport 3:4)

Drapelul Gabonului e format din trei benzi orizontale de culoare verde (sus), galbenă și albastră. Verdele simbonizează pădurea ecuatorială, galbenul reprezintă soarele iar albastrul marea.